# Саксия
Саксия или саксия за цветя е съд, контейнер, предназначен за отглеждане на растения в изкуствени (домашни) условия. Саксиите могат да имат различни размери и форми. Материалът, използван за направата на саксиите за цветя е също разнообразен - пластмаса, керамика, метал, глина, дърво, стъкло, камък или поликарбонат.
Саксиите за цветя имат един или повече отводнителни отвори на дъното, предназначени за източване на водата. Отводнителните отвори са необходими, за да се гарантира, че корените на растението няма да загният от прекомерно преовлажняване.
Могат да се използват за различни цели - транспортиране на растения, отглеждане на разсад, отглеждане на растения на закрито и на открито, включително отглеждане в помещения на термофилни тропически растения в студени климатични райони.
Саксиите с цветя се използват от векове. Древните египтяни ги използват за транспортиране на растения от едно място на друго. През 18 век са използвани за транспортиране на семена от хлебно дърво от Таити до Западна Индия.